# 日產Pao
日產Pao是一部由日本日產汽車公司設計製造的三門半掀背式轎車，乃自日產March第一代K10型衍生出來。由於1987年上市的日產Be-1限量車獲得極大的成功，於是1989年該公司趁勢推出第二款「尖端汽車」（（日語）パイクカー，（英文）pike car）。
關於車名「Pao」乃源自於蒙古包的「包」字，「包」在滿語裡具有住家、房屋之意。

## 概要
1980年代初期，日本汽車界的設計概念正從「四方形」逐漸走向「圓形」，被喻為創造日本車界「尖端汽車」分野的日產Be-1獲得消費者極大的迴響，使得日產汽車相當振奮，所以在1987年的東京車展上推出名為「S-Cargo」的概念車，並於兩年後以日產Pao（原廠代號為「PK10型」）之名上市。
Pao的車身外觀設計師亦為設計Be-1的坂井直樹，他的設計出發點為「試著將服飾品牌香蕉共和國之『能品味旅行與冒險心情的衣服』理念，轉換成汽車的設計概念」。
車頭大燈依舊是渾圓造型，搭配鍍鉻網狀進氣壩與水管狀之保險桿（與車後水管狀保桿相呼應）；葉子板與前門之間刻意用外露式鉸鏈結合。A柱旁的舊式三角窗可以打開讓涼風吹進車內，B、C柱之間的玻璃分割成上、下二片，下面那片玻璃是可以向外掀起的蝴蝶窗。車尾的窗戶上方安置兩個外露式鉸鏈，可向上掀開取用後車廂之物品。方向燈、煞車燈與倒車燈分成左、右兩邊直列共六顆圓燈，尾門的四條凸起直線則與引擎蓋五條相對應，另外車腹兩側各有三條凸出之直線。至於內裝鋪陳，則以麻布纖維風格之座椅為主軸。

## 歷史
- 1987年10月 - 在東京車展發表名為「S-Cargo」的概念車。
- 1989年1月15日 - 委託高田工業（日语：高田工業）代工製造的Pao上市。
- 1990年 - 停止生產銷售。

## 獲獎紀錄
1. 1989年10月：獲得通商産業省選定好設計獎（（日語）グッドデザイン賞）。

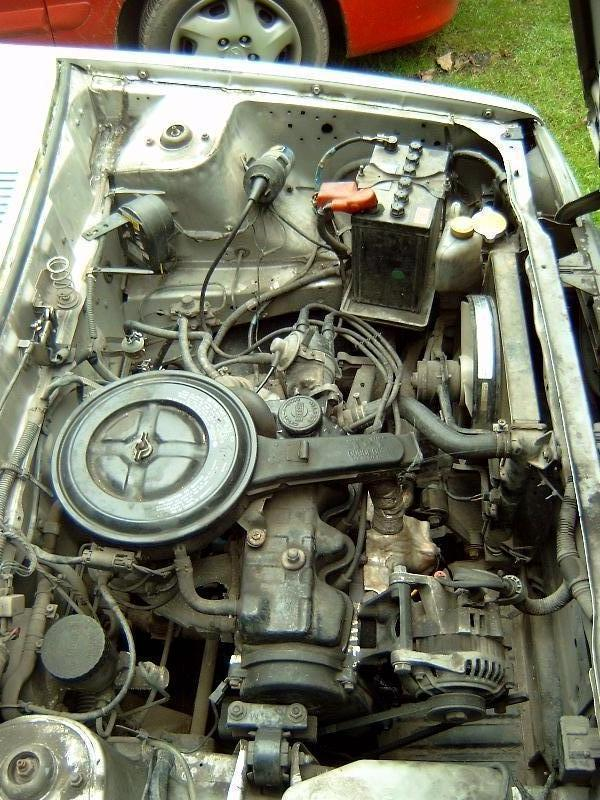
MA10S型引擎特寫
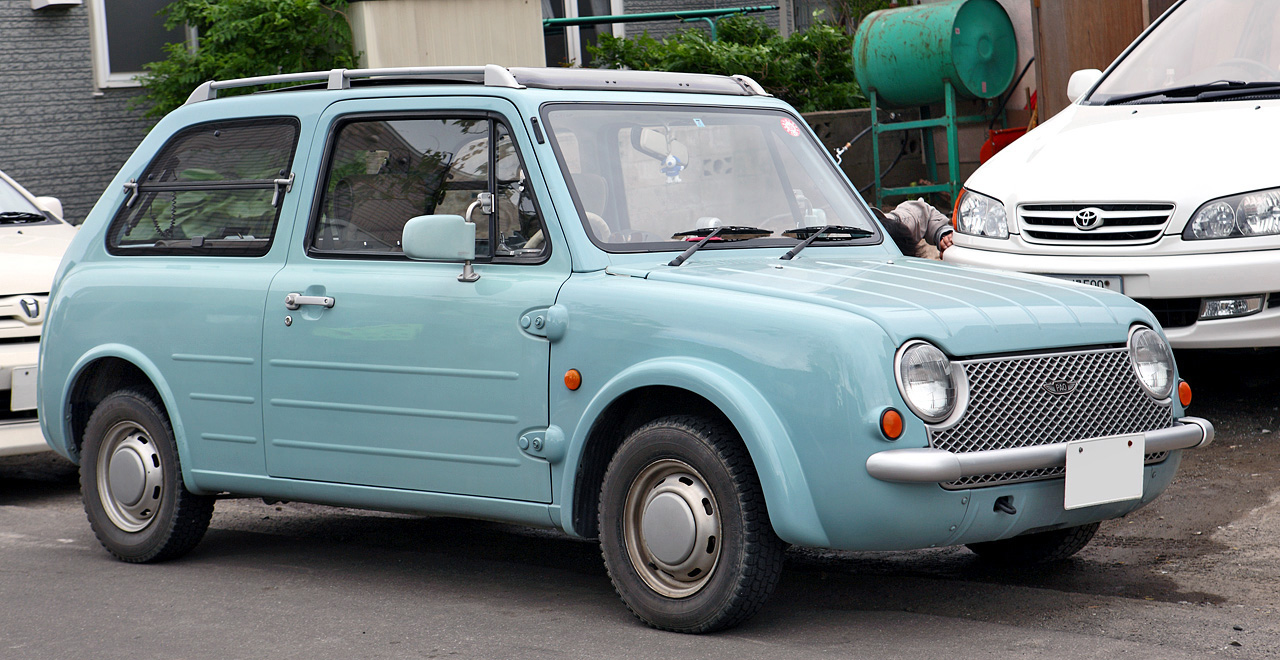
車頭
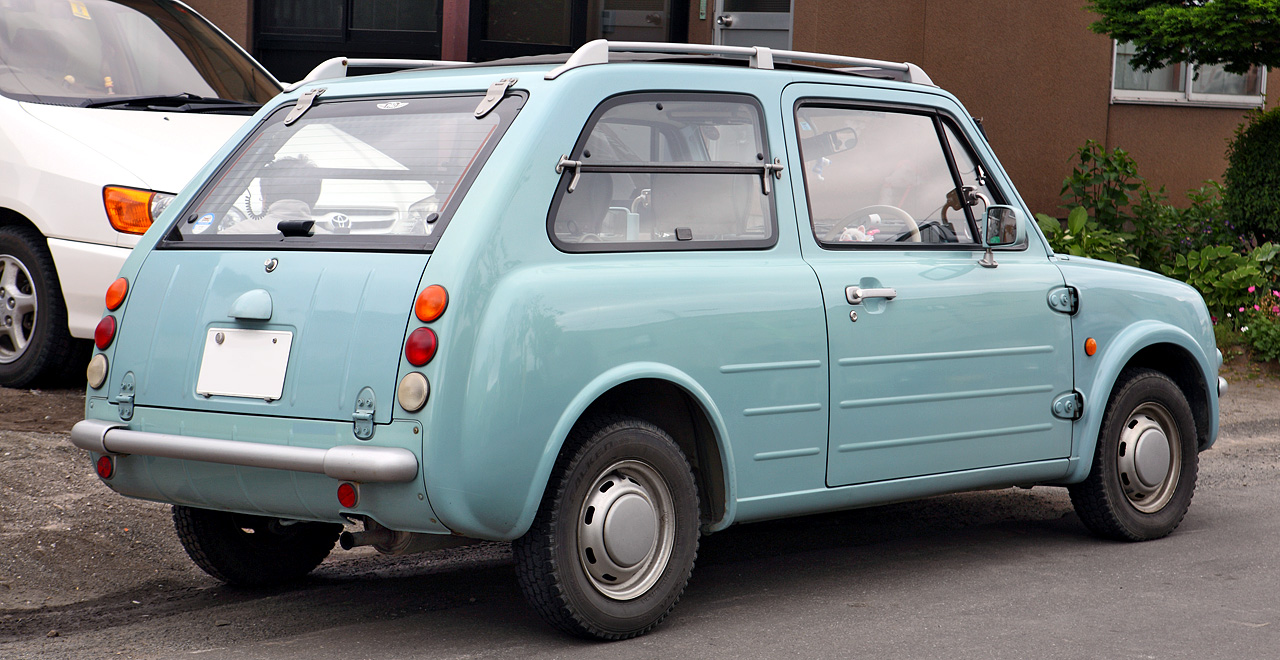
車尾
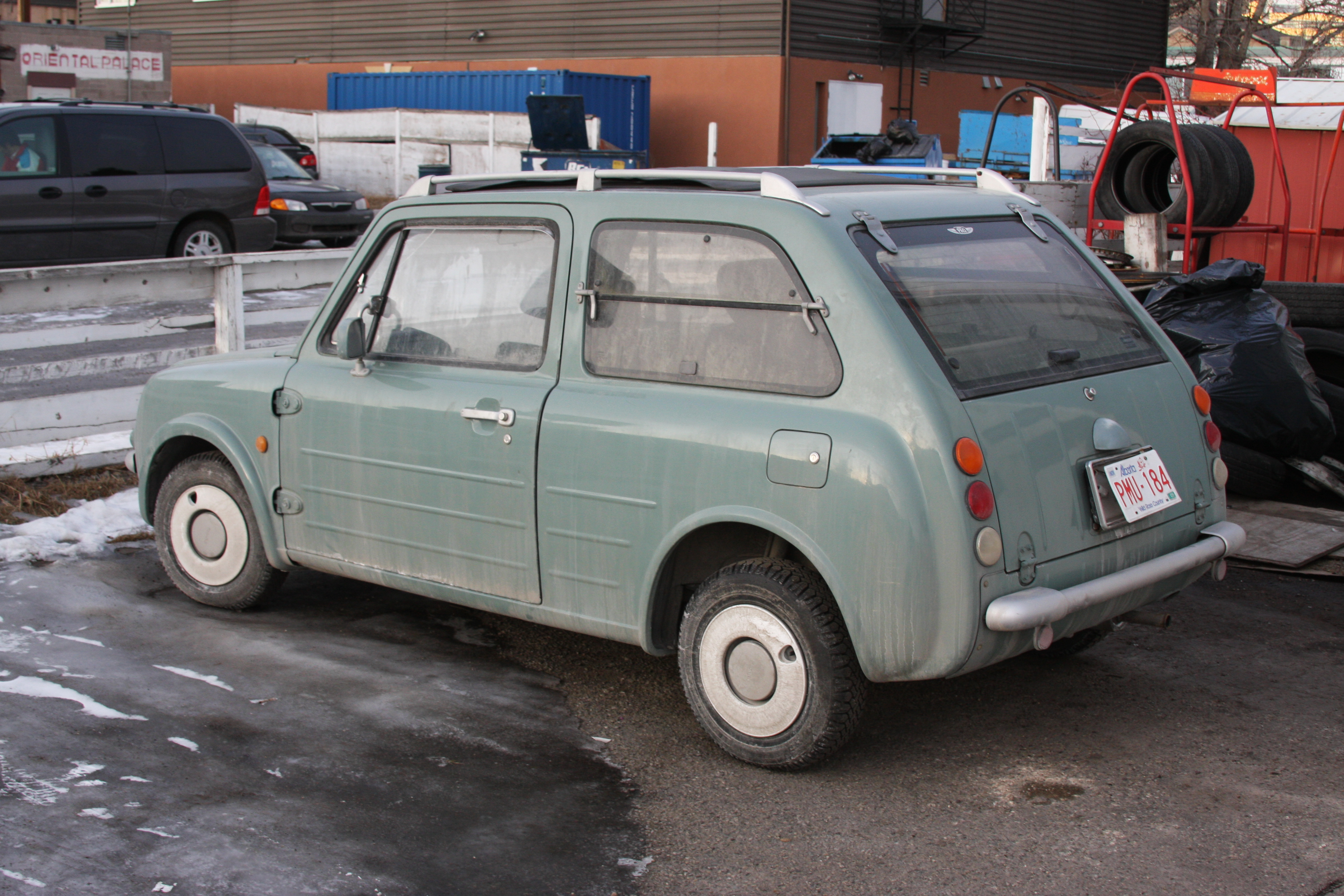
車尾
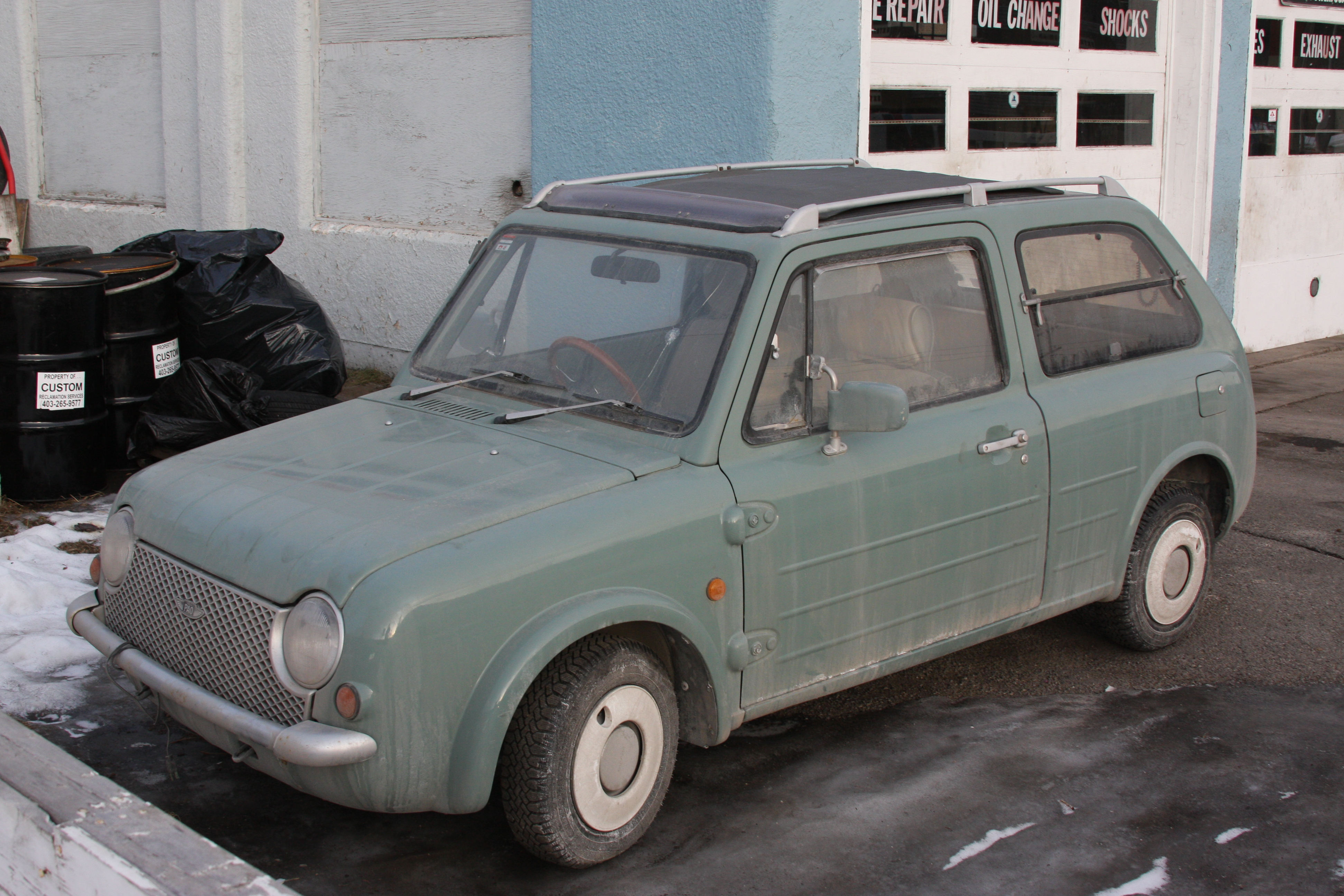
車頭
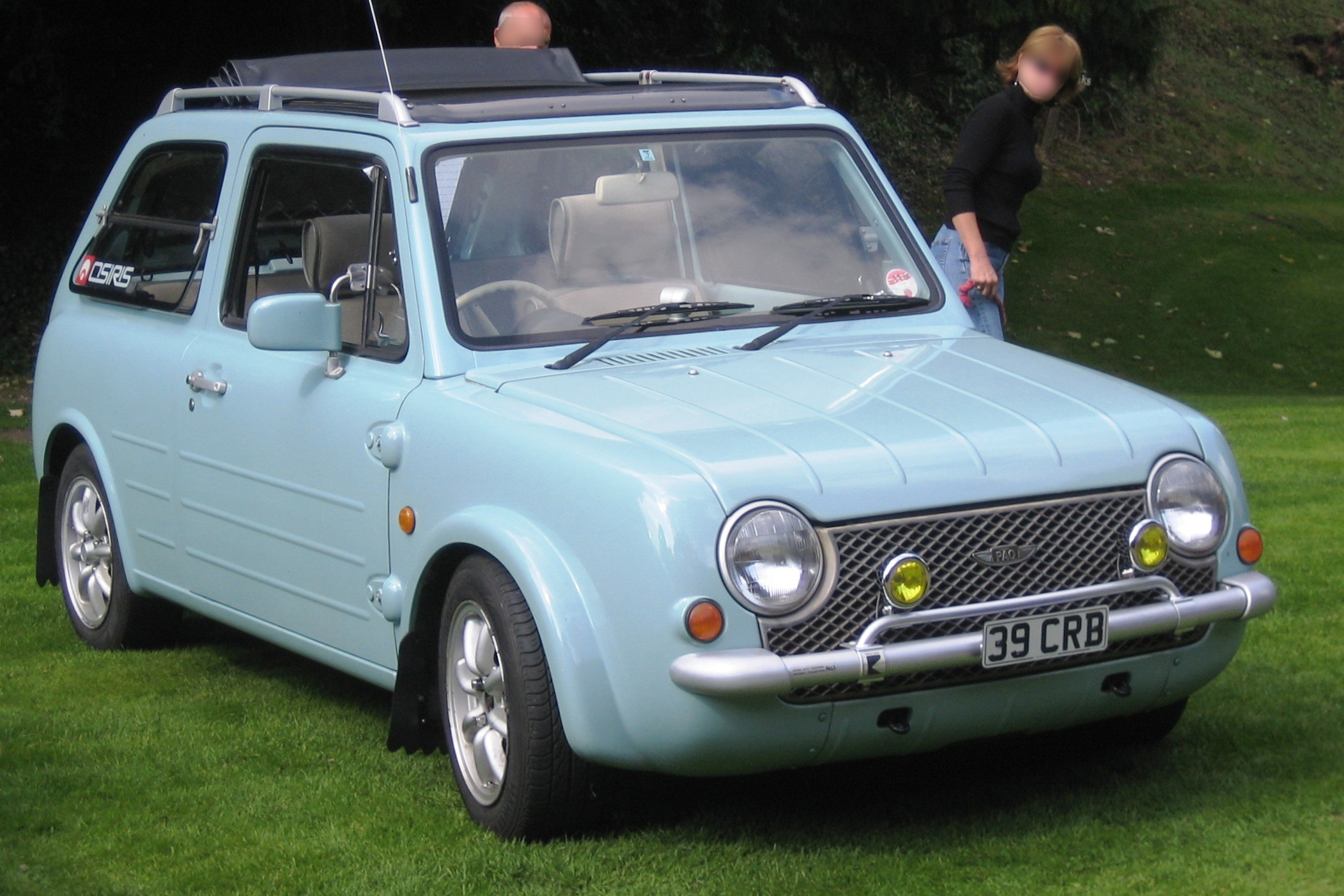
車頭
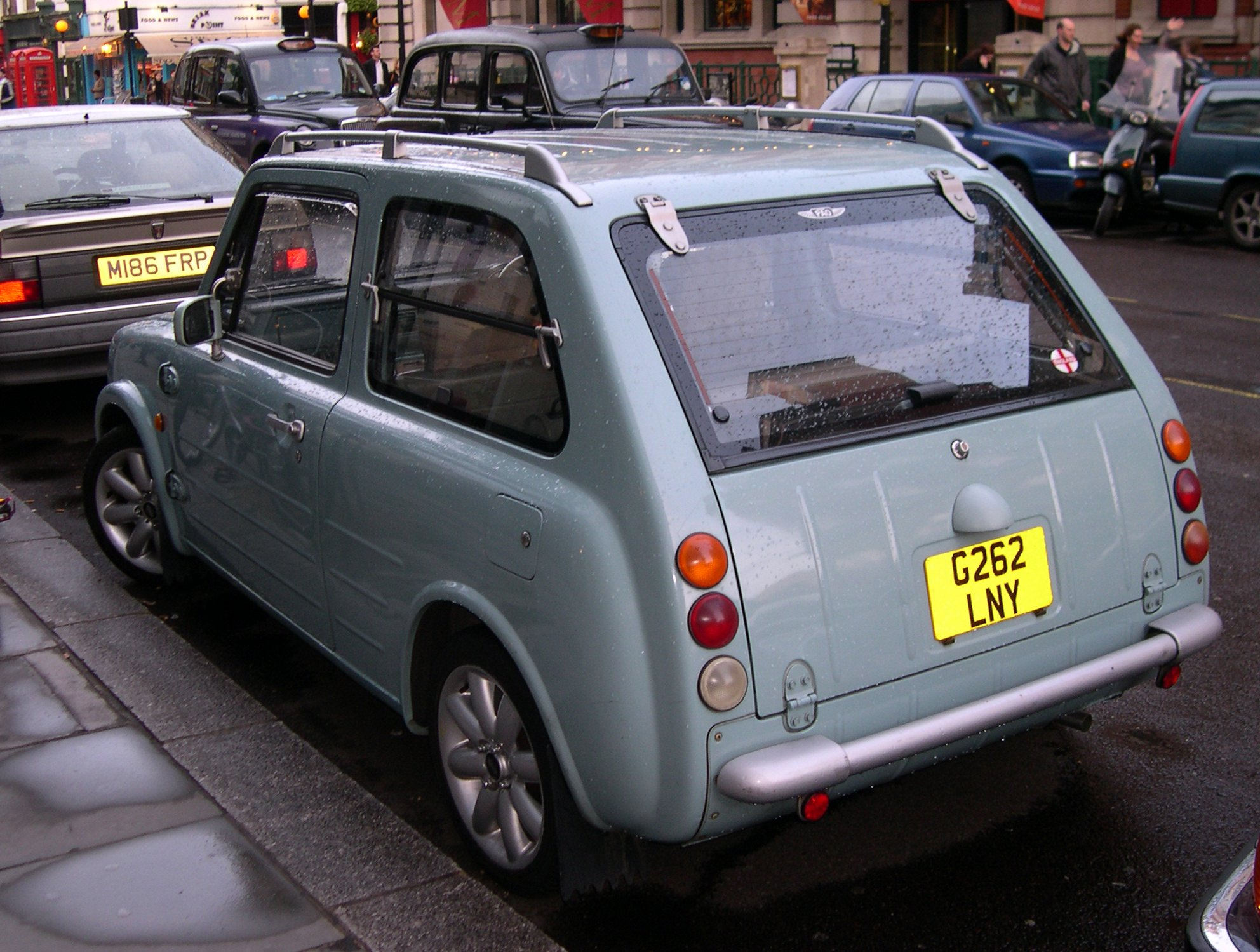
車尾

## 內部連結
- 日產March
- 日產Be-1
- 日產費加羅

## 外部連結
- （日語）日本官方網站
- AutoNet: 日本名車系列（80）-NISSAN Pao
- （日語）Gazoo.com - 1989年ニッサン パオ